# Hörbich
Hörbich ist eine Gemeinde in Oberösterreich im Bezirk Rohrbach im oberen Mühlviertel mit 420 Einwohnern (Stand 1. Jänner 2024). Der zuständige Gerichtsbezirk ist Rohrbach in Oberösterreich.

## Geografie
Hörbich liegt auf 570 m ü. A. Höhe im oberen Mühlviertel. Bezogen auf die naturschutzfachliche Raumgliederung gehört das Gemeindegebiet in vollem Umfang zum Zentralmühlviertler Hochland. Die Ausdehnung beträgt von Nord nach Süd 5,2 und von West nach Ost 4 Kilometer. Die Gesamtfläche umfasst 11,22 Quadratkilometer, womit Hörbich die neuntkleinste der 42 Gemeinde des Bezirks ist. Die Gemeindefläche erstreckt sich über eine Höhe zwischen rund 425 und 630 Meter und ist zu 28,6 Prozent bewaldet (Oberösterreich: 38,3 Prozent). Weitere 65,2 Prozent (Oberösterreich: 49,3 Prozent) werden als landwirtschaftliche Nutzfläche bewirtschaftet, die übrigen 6,6 Prozent des Gemeindegebietes entfallen auf Gewässer, Gärten, Bauflächen und sonstige Flächen. Nachbargemeinden sind Arnreit im Nordosten, Altenfelden im Osten, Lembach im Mühlkreis im Südosten, Putzleinsdorf im Südwesten, Atzesberg im Westen und Sarleinsbach im Norden.

### Geologie und Böden
Die Landschaft des Gemeindegebietes ist ein Teil der Böhmischen Masse die auf ein sehr altes Gebirge zurückgeht, dass durch die Variszische Gebirgsbildung im
Paläozoikum (Karbon) entstand. Nach der starken Erodierung des ehemaligen Hochgebirges kam es während der Alpidischen Gebirgsbildung im Tertiär zur Aufhebung des kristallinen Grundgebirges um mehrere 100 Meter, wodurch Brüchen und Störungen entstanden. In weiterer Folge kam es im Tertiär und Quartär zur Ablagerung von Sedimenten. Als dominate Gesteine finden sich im Gemeindegebiet ältere grobkörnige Granite vom Typus Weinsberger Granit. Er gehört zu den ersten während der Gebirgsfaltung erstarrten Magmaserien, weist eine typische Grobkörnigkeit auf und bedingt einen unruhigen Landschaftscharakter mit raschem Wechsel von Kuppen und Senken. Im Gemeindegebiet herrschen Böden der Braunerde-Podsolreihe aus Kristallin vor, wobei als Bodentyp die silikatische Braunerde, die sich auf Graniten und Gneisen bildet dominiert. Die leichten bis sehr leichten Böden sind in ihrer Qualität generell nährstoffarm und in ihrer Nutzung von der Tiefgründigkeit und der Wasserversorgung abhängig. Die Bodenart ist generell lehmiger Sand bzw. sandiger Lehm, als Humusform dominiert an trockenen Standorten Moder, ansonsten Mull. Zudem kommen im Talbereich des Daglesbaches und des Reiterbaches sowie deren Zuflüsse Podsol-Böden vor, im Bereich des Ortsteils Außerkötzendorf findet sich zudem Gley, der zungenförmig nach Norden verläuft.

### Landschaft und Vegetation
Nach der naturschutzfachlichen Raumeinteilung des Bundeslandes Oberösterreich gehört das Gemeindegebiet in vollem Umfang zur Raumeinheit Zentralmühlviertler Hochland. Gemäß der naturräumlichen Einteilung nach Hermann Kohl liegt das Gemeindegebiet überwiegend im Welligen Hochland mit seinen Kerbtälern des sogenannten „Ranna-Mühl-Rodl-Hochlandes“ während der Nordteil der Gemeinde dem „Ameisbergzug mit den Gottsdorfer Bergen“ des sogenannten Wegscheider Berglandes zugerechnet wird. Das Gemeindegebiet kann insgesamt als Kulturlandschaft mit kleinteiliger Waldstruktur definiert werden. Bei den kleinflächigen Waldgebieten herrscht forstlich genutzter Nadelwald vor, hinzu kommen wenige kleinflächige Laub- und Mischwälder. Die Landwirtschaft wird in der Gemeinde intensiv betrieben und verteilt sich gleichermaßen auf Grünland und Ackerbau. Neben wenigen Kleinstwaldflächen finden sich im Gemeindegebiet zudem Obstbaumwiesen an Siedlungrändern sowie wenige Einzelbäume und selten Hecken als Strukturelemente. Extensives Grünland ist kaum mehr vorhanden. Insgesamt bestehen nur wenige kleinstflächige ökologisch wertvolle Landschaftselemente, wobei die großteils naturnah verlaufenden Bäche die wichtigsten Elemente darstellen. Hinzu kommen die wenigen Hecken und Kleinstrukturelemente sowie kleine Wälder mit intensiver Randstruktur.

### Gewässer
Die Gewässer in der Gemeinde entwässern das Gemeindegebiet in Richtung Nordosten. Wichtigster Fluss ist die Kleine Mühl, die einen geradlinigen, wenig naturnahen Verlauf aufweist und im Norden ein durchgehendes Uferbegleitgehölz besitzt. Die Kleine Mühl bildet im Westen die Gemeindegrenze. Im unteren Abschnitt ist dieses Uferbegleitgehölz teilweise nur mehr lokal vorhanden bzw. durch die landwirtschaftliche Nutzung eingeschränkt. Die verschiedenen namenlosen Zuflüsse der Kleinen Mühl verlaufen durchwegs innerhalb von bewaldeten Kerbtaleinhängen. Als weitere nennenswerte Bäche besteht das Neuwiesbachl im Norden und der Leitenbach im Nordosten der Gemeinde. Beide Bäche sind frei mäandrierend und bilden über weite Strecken Teile der Gemeindegrenze.

### Gemeindegliederung
| Ortsteil        | 2001 | 2011 |
| --------------- | ---- | ---- |
| Außerhötzendorf | 012  | 08   |
| Eiglersdorf     | 027  | 024  |
| Eilmannsberg    | 017  | 015  |
| Hörbich         | 103  | 091  |
| Krondorf        | 091  | 099  |
| Streinesberg    | 037  | 035  |
| Tannberg        | 047  | 040  |
| Unternreith     | 068  | 069  |
| Wulln           | 038  | 035  |

Das Gemeindegebiet von Hörbich ist deckungsgleich mit der Katastralgemeinde Hörbich, wobei neun Ortsteile unterschieden werden. Größter Ortsteil und Hauptort der Gemeinde ist das Dorf Hörbich (570 m ü. A.). Das Dorf im Zentrum des Gemeindegebietes umfasste 2001 26 Gebäude sowie eine Arbeitsstätte und elf land- und forstwirtschaftliche Betriebe. Es war 2001 der einzige Ortsteil mit mehr als 100 Einwohnern. Ebenfalls zu Hörbich wird die Einöde Froschau gezählt. Um das Dorf Hörbich gruppieren sich verschiedene Weiler und Rotte. Im Norden liegt der Weiler Unternreith (570 m ü. A.) mit dem zugehörigen Weiler Kirchholz und der Einöde Rannabauer. Insgesamt wies der Ortsteil 2001 15 Gebäude, zwei Arbeitsstätten und zehn land- und forstwirtschaftliche Betriebe auf. Östlich von Hörbich befindet sich der Ortsteil Krondorf (500 m ü. A.). Die Rotte, zu der auch die Einöde Wakolbing gerechnet wird bestand 2001 aus 26 Gebäuden, einer Arbeitsstätte und acht land- und forstwirtschaftliche Betrieben. Südwestlich von Hörbich liegt mit dem Ortsteil Eiglersdorf (570 m ü. A.) ein weiterer Weiler, der 2001 aus lediglich neun Gebäude mit drei land- und forstwirtschaftliche Betrieben bestand. Südöstlich von Hörbich befindet sich der Weiler Eiglersdorf (570 m ü. A.), zu dem auch der Einzelhof Hub gerechnet wird. Eiglersdorf wies 2001 neun Gebäude und drei land- und forstwirtschaftliche Betriebe auf. Westlich von Hörbich findet sich mit dem Ortsteil Streinesberg (651 m ü. A.) ein weiterer Weiler, zu dem auch der Weiler Passesreith gehört. Im Nordwesten des Gemeindegebiets liegen des Weiteren die Ortsteile Eilmannsberg und Wulln. Der Weiler Eilmannsberg (578 m ü. A.) wies 2001 fünf Gebäude und vier land- und forstwirtschaftliche Betriebe auf, der Weiler Wulln (660 m ü. A.) hatte acht Gebäude und fünf land- und forstwirtschaftliche Betriebe. Im Süden des Gemeindegebiets liegt mit dem Ortsteil Tannberg die einzige Streusiedlung der Gemeinde. Zu Tannberg (460 m ü. A.) gehört auch der Weiler Kleinasang, wobei der Ortsteil 2001 insgesamt 15 Gebäude und 10 land- und forstwirtschaftliche Betriebe aufwies.
Das Gemeindegebiet umfasst folgende Ortschaften (in Klammern Einwohnerzahl Stand 1. Jänner 2024):
- Außerhötzendorf (9)
- Eiglersdorf (14)
- Eilmannsberg (11)
- Hörbich (103)
- Krondorf (104)
- Streinesberg (48)
- Tannberg (42)
- Unternreith (61)
- Wulln (28)

### Nachbargemeinden
| Atzesberg     | Sarleinsbach                                | Arnreit     |
| Putzleinsdorf | Kompassrose, die auf Nachbargemeinden zeigt |             |
|               | Lembach im Mühlkreis                        | Altenfelden |

## Geschichte
Ursprünglich im Ostteil des Herzogtums Bayern liegend, gehörte der Ort seit dem 12. Jahrhundert zum Herzogtum Österreich. Seit 1490 wird er dem Fürstentum Österreich ob der Enns zugerechnet.
Während der Napoleonischen Kriege war der Ort mehrfach besetzt.
Seit 1918 gehört der Ort zum Bundesland Oberösterreich. Nach dem Anschluss Österreichs an das Deutsche Reich am 13. März 1938 gehörte der Ort zum Gau Oberdonau. Nach 1945 erfolgte die Wiederherstellung Oberösterreichs.

## Bevölkerung

### Bevölkerungsstruktur
2013 lebten in der Gemeinde Hörbich 415 Menschen, womit Hörbich die zweitkleinste Gemeinde des Bezirks war. Mit 37 Ew/km² wies die Gemeinde Hörbich zudem die viertniedrigste Bevölkerungsdichte der Gemeinden im Bezirksgebiet auf. Ende 2001 waren 99,3 Prozent der Bevölkerung österreichische Staatsbürger (Oberösterreich 92,8 Prozent, Bezirk Rohrbach 96,9 Prozent), bis zum Jahresbeginn 2013 hatte sich der Wert mit 98,8 Prozent (Oberösterreich 91,1 Prozent, Bezirk Rohrbach 96,9 Prozent) kaum verändert. Insgesamt wurden 2013 in der Gemeinde nur fünf Ausländer gezählt, die ausschließlich aus Europa stammten. Zur römisch-katholischen Kirche bekannten sich 2001 97,0 Prozent der Einwohner (Oberösterreich: 79,4 Prozent), 0,5 Prozent waren evangelisch und 1,8 Prozent ohne Bekenntnis.
Der Altersdurchschnitt der Gemeindebevölkerung lag 2001 unter dem Landesdurchschnitt. 22,5 Prozent der Einwohner von Hörbich waren jünger als 15 Jahre (Oberösterreich: 18,8 Prozent), 59,3 Prozent zwischen 15 und 59 Jahre alt (Oberösterreich: 61,6 Prozent). Der Anteil der Einwohner über 59 Jahre lag mit 18,2 Prozent unter dem Landesdurchschnitt von 20,2 Prozent. Der Altersdurchschnitt der Bevölkerung von Hörbich veränderte sich in der Folge in allen Segment stark. Der Anteil der unter 15-Jährigen sank per 1. Jänner 2013 auf 18,6 Prozent, während sich der Anteil der Menschen zwischen 15 und 59 Jahren auf 66,7 Prozent deutlich erhöhte. Der Anteil der über 59-Jährigen sank hingegen auf 14,7 Prozent. Nach dem Familienstand waren 2001 51,6 Prozent der Einwohner von Hörbich ledig, 41,4 Prozent verheiratet, 6,1 Prozent verwitwet und 0,9 Prozent geschieden.

### Bevölkerungsentwicklung
Die Gemeinde Hörbich verzeichnete seit dem späten 19. Jahrhundert einen Bevölkerungsrückgang von 24 Prozent. Zunächst sank die Einwohnerzahl zwischen 1869 und 1961 nahezu sukzessive um rund 20 Prozent. Danach stieg die Einwohnerzahl zunächst in den 1960er Jahren stärker an um in der Folge wieder nahezu sukzessive su sinken. Lediglich in den 1990er Jahren gab es einen leichten Bevölkerungsanstieg. Die Bevölkerungsentwicklung ist dabei verglichen mit dem Bezirk Rohrbach, insbesondere seit den 1930er Jahren unterdurchschnittlich, verglichen mit dem Land Oberösterreich verläuft die Einwohnerentwicklung stark unterdurchschnittlich. Die Bevölkerungsverluste der Gemeinde resultieren insbesondere aus der Abwanderung. So war die Wanderungsbilanz in den 1970er und 1980er stark negativ, wobei mehr als 10 Prozent der Bevölkerung jeweils in diesen Jahrzehnten abwanderte. Diese Abwanderung konnte in der Regel nicht durch den Geburtenüberschuss ausgeglichen werden, lediglich in den 1990er Jahren war der Geburtenüberschuss höher, wobei sich die Abwanderung in diesem Jahrzehnt deutlich abgeschwächt hatte. Seit 2001 hat sich die Abwanderung wieder deutlich erhöht und kann erneut nicht durch den geringen Geburtenüberschuss ausgeglichen werden.

## Politik

### Gemeinderat
Der Gemeinderat als oberstes Gremium der Gemeinde umfasst 13 Sitze und wird alle sechs Jahre im Zuge oberösterreichweiter Gemeinderatswahlen gewählt.
Stärkste Fraktion im Gemeinderat von Hörbich ist seit jeher die ÖVP, die zwischen 1973 und 1991 als einzige Partei in der Gemeinde kandidierte und damit alle Gemeinderäte stellte. Erst bei der Gemeinderatswahl 1997 traten neben der ÖVP auch die Sozialdemokratische Partei Österreichs (SPÖ) und die Freiheitliche Partei Österreichs (FPÖ) an, wobei die FPÖ bei dieser Wahl 18,3 Prozent und die SPÖ 7,6 Prozent erreichen konnte, während die ÖVP 74,1 Prozent erzielte. In der Folge trat die FPÖ bei der Gemeinderatswahl 2003 nicht mehr an, während die ÖVP auf 84,2 Prozent und die SPÖ auf 15,8 Prozent kam.
- Mit den Gemeinderats- und Bürgermeisterwahlen in Oberösterreich 1997 hatte der Gemeinderat folgende Verteilung: 10 ÖVP, 2 FPÖ und 1 SPÖ.[8]

- Mit den Gemeinderats- und Bürgermeisterwahlen in Oberösterreich 2003 hatte der Gemeinderat folgende Verteilung: 11 ÖVP und 2 SPÖ.[9]

- Mit den Gemeinderats- und Bürgermeisterwahlen in Oberösterreich 2009 hatte der Gemeinderat folgende Verteilung: 12 ÖVP und 1 SPÖ.[10]

- Mit den Gemeinderats- und Bürgermeisterwahlen in Oberösterreich 2015 hatte der Gemeinderat folgende Verteilung: 10 und 3 HBL.[11]

- Mit den Gemeinderats- und Bürgermeisterwahlen in Oberösterreich 2021 hat der Gemeinderat folgende Verteilung: 6 ÖVP und 3 HBL.[12]

### Bürgermeister
Der Bürgermeister wird seit 1997 in einer Direktwahl bestimmt, wobei es bei keiner absoluten Mehrheit für einen Kandidaten zu einer Stichwahl kommt. Bei der Wahl 2015 wurde Johann Ecker (ÖVP) mit 87,9 % eder Stimmen zum Bürgermeister gewählt.

### Sonstige Wahlen
Wie bei Gemeinderatswahlen dominiert die ÖVP auch bei Landtagswahlen in der Gemeinde, wenngleich die Dominanz der Volkspartei etwas zurückgegangen ist. Dennoch konnte die ÖVP seit 1973 immer stimmenstärkste Partei werden und eine Zweidrittelmehrheit erreichen. Ihr bestes Ergebnis erreichte die ÖVP in diesem Zeitraum im Jahr 1979 mit 89,5 Prozent, seitdem verlor sie sukzessive Stimmenanteile. Zweitstärkste Partei war bei Landtagswahlen überwiegend die SPÖ, die Wahlergebnisse zwischen 4,1 und 16,8 Prozent für sich verbuchen konnte. Ihr bestes Ergebnis hatte die SPÖ dabei 2003, ihr schlechtestes 1997. Drei Mal zweitstärkste Partei konnte jedoch auch die FPÖ werden, die zwischen 1973 und 2009 zwischen 0,4 Prozent und 17,6 Prozent stark schwankte. Ihr bestes Ergebnis verzeichnete die FPÖ dabei im Wahljahr 1997. Bei der letzten Landtagswahl 2009 kam die ÖVP mit 72,0 Prozent auf den ersten Platz und ihr bisher schlechtestes Ergebnis. Die SPÖ kam nur noch auf 7,9 Prozent und musste damit rund die Hälfte ihrer Stimmenanteile abgeben. Daher konnte sich die FPÖ mit 15,1 Prozent wieder auf den zweiten Platz vorschieben, die Grünen kamen lediglich auf 2,2 Prozent.

### Wappen
Das Wappen wurde der Gemeinde Hörbich am X. XX 1996 durch die Oberösterreichische Landesregierung verliehen. Die Blasonierung des Wappens lautet: In Gold auf grünem Schildfuß zwischen zwei grünen Hügeln eine grüne, stammlose, bis zum Schildrand reichende, dreieckförmige Tanne, begleitet von zwei schwarzen, abgewendeten Monden. Das Wappen stellt dabei eine Kombination des Wappens des Geschlechtes der „Tannberger“ und des Geschlechtes der „Herleinsperger“ dar, wobei beide Geschlechter im Ortsteil Tannberg sesshaft waren. Die Gemeindefarben sind Grün-Gelb-Schwarz.